# Heteromysis japonica
Heteromysis japonica är en kräftdjursart som beskrevs av Murano och Hanamura 2002. Heteromysis japonica ingår i släktet Heteromysis och familjen Mysidae. Inga underarter finns listade i Catalogue of Life.